# Bahna, Mehedinți
Bahna este un sat în comuna Ilovița din județul Mehedinți, Oltenia, România.